# Lalande 21185
Lalande 21185 este o stea pitică roșie din constelația Ursa Mare. Are o magnitudine aparentă de 7,520. Se află la o distanță de aproximativ 8,31 ani-lumină (2,55 parseci) de Pământ.

## Descoperirea stelei
Steaua a fost descoperită în 1801 de astronomul francez Joseph Jérôme Lefrançois de Lalande, la Observatorul din Paris.

## Observare
Este vorba de una dintre stelele cele mai apropiate de Pământ, cunoscute până în prezent. Este însă prea puțin luminoasă pentru a putea fi văzută cu ochiul liber. 
Este viziblă printr-un mic telescop.

## Descrierea stelei
Lalande 21185 este o pitică roșie din secvența principală, care se deplasează relativ repede urmând o direcție perpendiculară față de planul galactic, la o viteză de 47 km/s.

Analizele perturbărilor astrometrice ale stelei par să arate că ea ar putea fi însoțită de două sau de trei planete de talia lui Jupiter.

## Sistemul planetar al stelei Lalande 21185
| Numele exoplanetei | Mase terestre        | Distanță (UA) |
| ------------------ | -------------------- | ------------- |
| Lalande 21185 B    | 290 de mase terestre | 2,2 ua        |
| Lalande 21185 C    | 510 de mase terestre | 11 ua         |
| Lalande 21185 D    | 320 de mase terestre | >11 ua        |